# Distretto di Timiș
Il distretto di Timiș (in romeno Județul Timiș) è uno dei 41 distretti della Romania, ubicato nella regione storica del Banato, nell'attuale regione rumena di Vest.

## Centri principali
| Località                | Popolazione |
| ----------------------- | ----------- |
| Timișoara               | 307 347     |
| Lugoj                   | 45 217      |
| Sânnicolau Mare         | 13 282      |
| Jimbolia                | 11 747      |
| Recaș                   | 8 289       |
| Buziaș                  | 7 712       |
| Făget                   | 7 252       |
| Săcălaz                 | 6 716       |
| Deta                    | 6 531       |
| Gătaia                  | 6 158       |
| Dati del 1º luglio 2007 |             |

## Struttura del distretto
Il distretto è composto da 2 municipi, 8 città e 88 comuni.

### Municipi
- Timișoara
- Lugoj

### Città
- Buziaș
- Ciacova
- Deta
- Făget
- Gătaia
- Jimbolia
- Recaș
- Sânnicolau Mare

### Comuni
- Balinț
- Banloc
- Bara
- Bârna
- Beba Veche
- Becicherecu Mic
- Belinț
- Bethausen
- Biled
- Birda
- Bogda
- Boldur
- Brestovăț
- Bucovăț

- Cărpiniș
- Cenad
- Cenei
- Checea
- Chevereșu Mare
- Comloșu Mare
- Coșteiu
- Criciova
- Curtea
- Darova
- Denta
- Dudeștii Noi
- Dudeștii Vechi
- Dumbrava
- Dumbrăvița
- Fârdea
- Fibiș
- Foeni
- Gavojdia

- Ghilad
- Ghiroda
- Ghizela
- Giarmata
- Giera
- Giroc
- Giulvăz
- Gottlob
- Iecea Mare
- Jamu Mare
- Jebel
- Lenauheim
- Liebling
- Livezile
- Lovrin
- Lunga
- Margina
- Mașloc
- Mănăștiur
- Moravița
- Moșnița Nouă
- Nădrag

- Nițchidorf
- Ohaba Lungă
- Orțișoara
- Parța
- Pădureni
- Peciu Nou
- Periam
- Pesac
- Pietroasa
- Pișchia
- Racovița
- Remetea Mare
- Sacoșu Turcesc
- Saravale
- Satchinez
- Săcălaz
- Sânandrei
- Sânmihaiu Român

- Sânpetru Mare
- Secaș
- Șag
- Șandra
- Știuca
- Teremia Mare
- Tomești
- Tomnatic
- Topolovățu Mare
- Tormac
- Traian Vuia
- Uivar
- Valcani
- Variaș
- Victor Vlad Delamarina
- Voiteg